# 全教研
株式会社全教研（ぜんきょうけん）は、北部九州を中心として幼児から高校生までを対象とした学習塾を経営する企業。

## 沿革
- 1962年7月 - 私的研究会として全教科研究会を結成し、学力調査のためのテスト会を実施。
- 1963年4月 - 久留米市に支部を設置。
- 1964年4月 - 北九州市に支部を設置。
- 1969年7月 - 法人化し、株式会社全教科研究会を福岡市に設立。
- 1970年4月 - 有限会社日曜学習社を福岡市に設立。
- 1977年3月 - 株式会社全教研久留米を設立。株式会社全教研北九州を設立。
- 1989年2月 - 株式会社全教研福岡を設立。株式会社全教研佐賀を設立。
- 1990年10月 - 株式会社全教研全教研久留米が関連会社7社を吸収合併し、株式会社全教研と改称。
- 1993年3月 - 本社を福岡市中央区大手門に移転。
- 1994年8月 - 福岡証券取引所に株式を上場。
- 1996年1月 - 株式会社福陵館の全株式を取得し子会社にする。
- 1996年11月 - 全教研メディアパーク宗像を宗像市に開設。
- 2000年2月 - 本社を福岡市早良区荒江に移転。
- 2002年3月 - 株式会社福陵館を吸収合併。
- 2004年7月 - 本社を福岡市中央区赤坂に移転。
- 2009年3月 - マネジメント・バイアウトを実施し上場廃止。
- 2013年8月 - 株式会社学研塾ホールディングスと資本提携。
- 2021年4月 - オンライン事業本部を設置。

## 教室一覧
福岡県
門司教室・北九州本部教室・守恒教室・折尾教室・曽根教室・行橋教室・飯塚教室・赤間教室・福間教室・新宮教室・香椎本部教室・照葉教室・NEO照葉教室・志免教室・福岡中央教室・高宮教室・西新教室・荒江教室・姪浜教室・伊都教室・前原教室・春日原教室・二日市教室・原田教室・甘木教室・久留米本部教室・本町教室・筑後教室・柳川教室・大牟田教室・若菜会 北九州・若菜会 福岡・若菜会 西新・若菜会 久留米・若菜会 香椎・Z-UP赤坂校・Z-UP高宮校・Z-UP西新校・Z-UP香椎本校・Z-UP北九州本校・Z-UP久留米本校・Z-UP行橋校・Z-UP筑後校・Z-UP柳川校・エコール門司・エコール竪町・エコール守恒・エコール折尾・エコール曽根・エコール行橋・エコール飯塚・エコール赤間・エコール香椎・エコール赤坂・エコール高宮・エコール姪浜・エコール伊都・エコール西新・エコール春日原・エコール二日市・エコール久留米・エコール筑後・エコール甘木・エコール八女・エコール大牟田
佐賀県
佐賀駅前教室・水ヶ江教室・鳥栖教室・若菜会 佐賀・Z-UP佐賀本校・エコール佐賀
長崎県
佐世保教室・エコール長崎
大分県
中津教室・エコール中津
山口県
下関教室
オンライン事業部
おうちで勉強コース（小・中学部）
大学受験オンラインライブ
家庭教師オンライン